# 986
| Calendário gregoriano                                                        | 986 CMLXXXVI                                           |
| Ab urbe condita                                                              | 1739                                                   |
| Calendário arménio                                                           | 435 – 436                                              |
| Calendário bahá'í                                                            | -858 – -857                                            |
| Calendário budista                                                           | 1530                                                   |
| Calendário chinês                                                            | 3682 – 3683 Início a 13 de fevereiro (aproximadamente) |
| Calendário copta                                                             | 702 – 703                                              |
| Calendário etíope                                                            | 978 – 979                                              |
| Calendários hindus - Vikram Samvat - Calendário nacional indiano - Cáli Iuga | 1041 – 1042 907 – 908 4086 – 4087                      |
| Calendário Holoceno                                                          | 10986                                                  |
| Calendário islâmico                                                          | 375 – 376                                              |
| Calendário judaico                                                           | 4746 – 4747                                            |
| Calendário persa                                                             | 364 – 365                                              |
| Calendário rúnico                                                            | 1236                                                   |
| Calendário solar tailandês                                                   | 1529                                                   |

986 (CMLXXXVI na numeração romana foi um ano comum do século X do Calendário Juliano, da Era de Cristo, teve início a uma sexta-feira e terminou também a uma sexta-feira, a sua letra dominical foi C (52 semanas).
No território que viria a ser o reino de Portugal estava em vigor a Era de César que já contava 1024 anos.
| Ano completo                       |
| ---------------------------------- |
| Ano comum com início à sexta-feira |

## Mortes
- 2 de Março - Lotário de França.
- Al Sufi, astrónomo da Pérsia.
- Haroldo Dente-Azul.